# Waldbronn
Waldbronn – gmina w Niemczech, w kraju związkowym Badenia-Wirtembergia, w rejencji Karlsruhe, w regionie Mittlerer Oberrhein, w powiecie Karlsruhe. Leży nad Alb, ok. 10 km na południe od Karlsruhe.

## Współpraca
Miejscowości partnerskie:
- Esternay, Francja
- Monmouth, Wielka Brytania
- Reda, Polska
- Saint-Gervais-les-Bains, Francja
- Stadtilm, Turyngia